# Renée Garilhe
Renée Garilhe (Parigi, 15 giugno 1923 – Parigi, 6 luglio 1991) è stata una schermitrice francese, vincitrice di una medaglia di bronzo nella scherma ai giochi olimpici.